# Ctenotus robustus
Ctenotus robustus es una especie de lagarto del género Ctenotus, familia Scincidae, orden Squamata. Su masa corporal es de aproximadamente 45,12  g.

## Distribución
Se distribuye por Australia, en Nueva Gales del Sur, Territorio del Norte, Queensland, Australia del Sur, Victoria y Australia Occidental.

## Taxonomía
Fue descrita por Storr en 1970.
Tratamiento taxonómico
La especie aparece registrada y publicada en The genus Ctenotus (Lacertilia: Scincidae) in the Northern Territory. J. Royal Soc. Western Australia 52: 97-108 (1969).